# Soobin
Choi Soo-bin (en hangul, 최수빈; Ansan, 5 de diciembre de 2000), conocido por su nombre artístico Soobin, es un cantante, rapero, bailarín, MC, compositor y modelo surcoreano. En 2019 debutó como integrante y líder de TXT bajo la compañía Big Hit Music.

## Biografía
Soobin nació en Ansan, Gyeonggi, Corea del Sur. Audicionó por primera vez para Big Hit Music en 2016 mediante un video que grabó en su habitación. Tras esto, fue llamado para hacer una segunda audición y finalmente fue aceptado como aprendiz en la compañía.

## Carrera

### 2019-presente: Tomorrow X Together
El 10 de enero de 2019, Big Hit anunció que debutaría a un nuevo grupo masculino, llamado TOMORROW X TOGETHER. Tres días después, se reveló que Soobin sería el segundo miembro de este a través de un vídeo introductorio que la compañía publicó en su canal oficial de Youtube. Debutó oficialmente como integrante de TXT el 4 de marzo de 2019, con el sencillo «Crown» del EP The Dream Chapter: Star. El 28 de abril de 2020, el grupo lanzó el EP The Dream Chapter: Eternity, en el que Soobin participó como compositor en la canción «Maze in the Mirror».

### 2020-presente: Actividades en solitario
Soobin fue el presentador del programa de música Music Bank junto con Arin, del grupo femenino Oh My Girl, desde la transmisión del 24 de julio de 2020 hasta la del 1 de octubre de 2021.

## Discografía

### Composiciones
| Año  | Canción                         | Artista | Álbum                              | Composición | Composición | Producción | Producción |
| Año  | Canción                         | Artista | Álbum                              | Crédito     | Con | Crédito    | Con        |
| ---- | ------------------------------- | ------- | ---------------------------------- | ----------- | --- | ---------- | ---------- |
| 2020 | «Maze in the Mirror»            | TXT     | The Dream Chapter: Eternity        | Sí          | Ver lista - Yeonjun - Beomgyu - Taehyun - Hueningkai - Slow Rabbit - ADORA | No         | —          |
| 2020 | «Ghosting»                      | TXT     | Minisode 1: Blue Hour              | Sí          | Ver lista - Taehyun - Hueningkai - Do Hyoung Kwon - Bo Eun Kim - Chris James - David Charles Fischer - Erin McCarley - Heejo Lee - Jaekyu Jung - Jeongmi Kim - Jieun Jeon - Kyler Niko - Lennon Stella - Ru Uth - Seuran Lee - Sonjon Hwang - Submin Kim - Wuhyun Park - Yi Jeong Jang | No         | —          |
| 2021 | «Ice Cream»                     | TXT     | The Chaos Chapter: Freeze          | Sí          | Ver lista - Jacob Attwooll - Tristan Landymore - Frederick Cox - Conrad Sewell - danke - "Hitman" Bang - 이스란 - Stella Jang - 조윤경 | No         | —          |
| 2021 | «MOA Diary (Dubaddu Wari Wari)» | TXT     | The Chaos Chapter: Fight or Escape | Sí          | Ver lista - Alexander Karlsson - Beomgyu - Soobin - Gabriel Brandes - Matt Thomson - Max Lynedoch Graham - Yeonjun - Huening Kai - Taehyun - James F Reynolds - Big Hit Music | No         | —          |

### Otras canciones
| Año  | Título          | Formato                     | Notas | Ref.  |
| ---- | --------------- | --------------------------- | ----- | ----- |
| 2020 | «In My Blood»   | Descarga digital, streaming | Cover | [ 7 ] |
| 2020 | «Thank U, Next» | Descarga digital, streaming | Cover | [ 8 ] |

## Filmografía

### Televisión
| Año       | Programa    | Papel       | Notas                                                  | Ref.   |
| --------- | ----------- | ----------- | ------------------------------------------------------ | ------ |
| 2019      | M Countdown | Presentador | Con Soyeon ((G)I-dle), Yeonjun (TXT) y Minnie (G)I-dle | [ 9 ]  |
| 2019      | M Countdown | Presentador | Con Yeonjun (TXT) y Ravi (VIXX)                        | [ 10 ] |
| 2019      | Inkigayo    | Presentador | Con Yeonjun (TXT)                                      | [ 11 ] |
| 2020-2021 | Music Bank  | Presentador | Con Arin (Oh My Girl)                                  | [ 5 ]  |

## Premios y nominaciones
| Premiación               | Año  | Categoría                | Nominado/trabajo               | Resultado | Ref.   |
| ------------------------ | ---- | ------------------------ | ------------------------------ | --------- | ------ |
| KBS Entertainment Awards | 2020 | Premio a la mejor pareja | Soobin (con Arin) (Music Bank) | Ganador   | [ 12 ] |